# Ōyumi
Ōyumi (弩?, ōyumi) era il nome di un antico pezzo di artiglieria giapponese apparso per la prima volta nel VII secolo (durante il periodo Asuka). Non si sa esattamente quale tipo di arma fosse l'ōyumi o come apparisse in quanto non esistono esempi o illustrazioni sopravvissuti, ma si ritiene che l'ōyumi sia stato un tipo di balestra complicata.

## Storia e utilizzo
Secondo i registri giapponesi, l'ōyumi era diverso dalla balestra a mano in uso durante lo stesso periodo di tempo. Questa citazione da una fonte del settimo secolo sembra suggerire che gli ōyumi potrebbero essere stati in grado di sparare più frecce contemporaneamente: "gli ōyumi furono allineati e spararono a caso, le frecce caddero come pioggia". Nel IX secolo un artigiano giapponese di nome Shimaki no Fubito affermò di aver migliorato la versione cinese e che la sua balestra ruotava in modo da poter sparare pietre o frecce in quattro direzioni. L'ultimo uso registrato dell'ōyumi risale al 1189.